# Dingwall (Écosse)
Pour les articles homonymes, voir Dingwall.
Dingwall (gaélique écossais : Inbhir Pheofharain (gd)) est une ville (et ancien burgh royal) d'Écosse, située dans le council area des Highlands et dans la région de lieutenance et ancien comté de Ross-shire puis de Ross and Cromarty. De 1975 à 1996, elle était la capitale administrative du district de Ross and Cromarty, au sein de la région des Highlands.
Sa population est de 5 491 habitants. 

## Histoire
Le roi Macbeth y serait né vers 1005.
Le château de Dingwall (en), érigé au XIe siècle mais aujourd'hui en ruine, était autrefois réputé être le plus grand au nord de Stirling. Au nord de la ville, le château de Tulloch (en) montre certaines parties du bâtiment datant du XIIe siècle.
Le roi Alexandre II accorde la charte de bourg royal à la ville en 1226.
En 1411 aurait eu lieu à proximité une bataille opposant les clans Mackay et Donald. 
Le club de football Ross County Football Club est basé dans la ville.

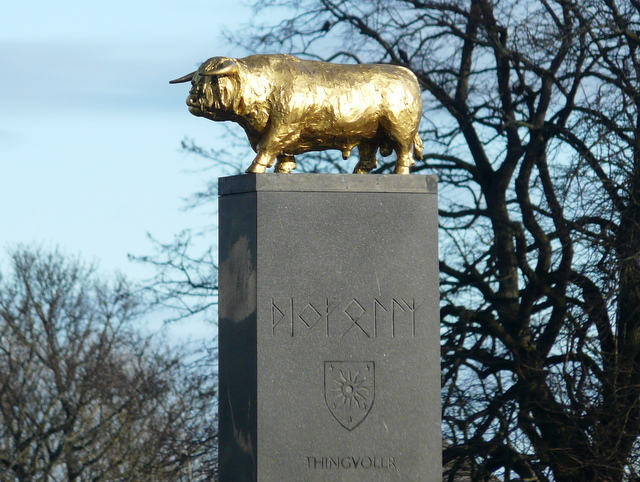
Le taureau doré.
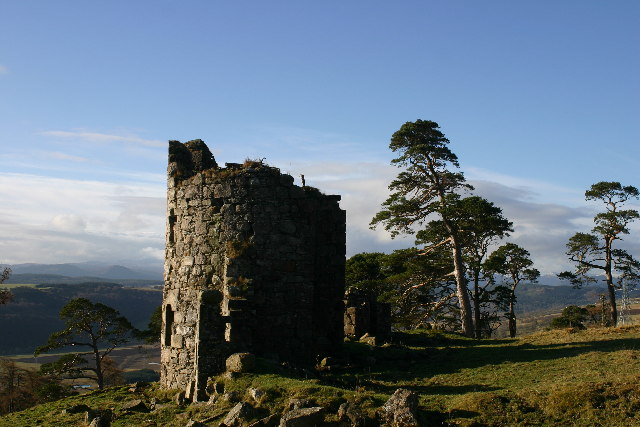
Ruines près de Drynie Farm.
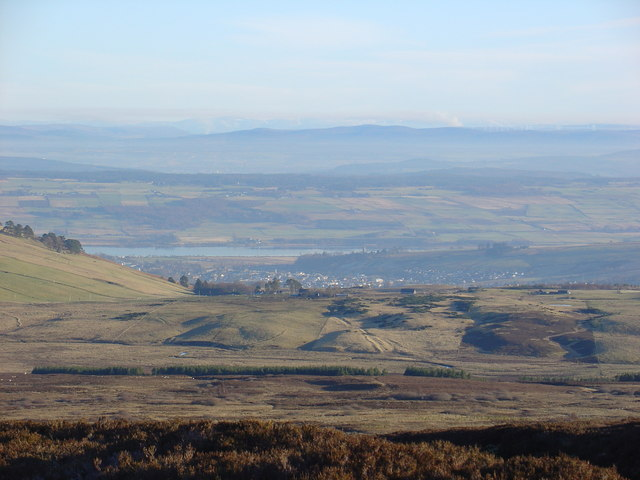
Environnement naturel.
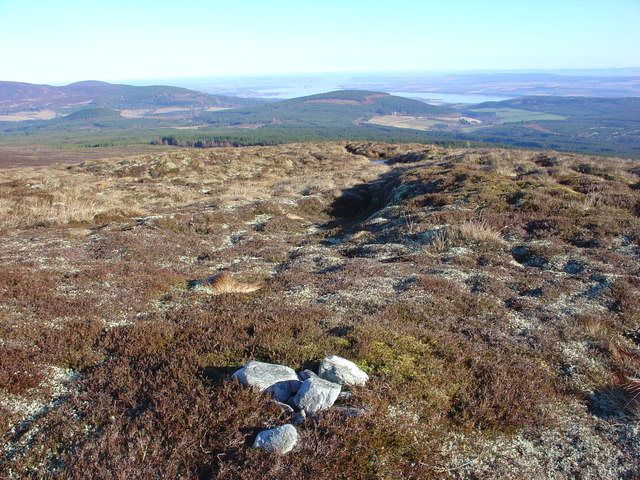
Cnoc nan Each, sommet.

## Personnalités liées à la localité
- Kate Forbes (1990-), femme politique écossaise
- Thomas Simpson (1808–1840), explorateur de l'Arctique.